# Запах страсти
«Запах страсти» (итал. La strana voglia) — итальянский эротический художественный фильм, созданный на основе романа «Виолетта» Теофиля Готье. Фильм снят в 1990 году Паскуале Фанетти совместно с Роберто Франческони.

## Сюжет
Джефф — постановщик танцев одного из варьете (а по-совместительству и его директор). Однажды он встречает на улице безработную и бездомную женщину Виолетту. Джефф берёт жить её к себе домой, через время между ними возникает любовная связь. Бывшая подруга Джеффа Селеста узнаёт о его новой любовнице и решает отомстить ему за измену, совратив Виолетту.

## В ролях
- Малу — Виолетта
- Джанкарло Теодори — Джефф
- Анхелес Лопес Баре — Селеста
- Мирсеа Хурдубеа
- Звонко Жрнчич
- Суада Херак